# Clinton Hill
Clinton Rory Hill (né le 19 avril 1980 à Johannesburg) est un athlète australien spécialiste du 400 mètres. Né en Afrique du Sud, lui et ses parents déménagent en Australie en 1997, il obtient la nationalité australienne trois ans plus tard, en juin 2000.

## Carrière

### Palmarès
| Date | Compétition                | Lieu      | Résultat | Épreuve               | Performance   |
| ---- | -------------------------- | --------- | -------- | --------------------- | ------------- |
| 2001 | Universiade d'été          | Pékin     | 2e       | 400 mètres            | 45 s 63       |
| 2001 | Universiade d'été          | Pékin     | 1re      | Relais 4 × 400 mètres | 3 min 02 s 83 |
| 2002 | Championnats d'Australie   | Australie | 1re      | 400 mètres            |               |
| 2002 | Coupe du monde des nations | Madrid    | 6e       | 400 mètres            | 45 s 74       |
| 2002 | Coupe du monde des nations | Madrid    | 6e       | Relais 4 × 400 mètres | 3 min 03 s 65 |
| 2003 | Championnats d'Australie   | Australie | 1re      | 400 mètres            |               |
| 2004 | Championnats d'Australie   | Australie | 1re      | 400 mètres            |               |
| 2004 | Jeux olympiques d'été      | Athènes   | 3e       | Relais 4 × 400 mètres | 3 min 00 s 60 |
| 2006 | Coupe du monde des nations | Athènes   | 8e       | 400 mètres            | 46 s 41       |
| 2006 | Coupe du monde des nations | Athènes   | 8e       | Relais 4 × 400 mètres | 3 min 05 s 54 |
| 2006 | Jeux du Commonwealth       | Melbourne | 1re      | Relais 4 × 400 mètres | 3 min 00 s 93 |

### Records
| Épreuve    | Performance | Lieu     | Date            |
| ---------- | ----------- | -------- | --------------- |
| 300 mètres | 34 s 20     | Geelong  | 2 décembre 2006 |
| 400 mètres | 45 s 06     | Canberra | 26 janvier 2006 |